# Håkon el Boig
Håkon el Boig —Hákon galinn en nòrdic antic, Håkon Galen (noruec)— fou un earl (comte) noruec i cabdill del partit Birkebeiner durant l'era de les Guerres Civils Noruegues. Va néixer abans dels anys el 1170 i morí el 1214. El seu epítet "el Boig" també pot ser traduït com furiós o frenètic i probablement fa referència a la seva ferocitat durant la batalla. La font primària d'informació respecte la vida de Håkon són les sagues Bagler (Baglersagaene). També és esmentat a la sagues de Sverris i Håkon Håkonsson.

## Orígens
Håkon era fill de Folkvid i Cecilia Sigurdsdatter, filla il·legítima del rei de Noruega Sigurd Munn. Cecilia havia estat casada amb Folkvid, lagman al Värmland a Suècia, pels enemics del seu pare després de ser-hi derrotat i mort el 1155. El 1177 Sverre va arribar a Noruega i s'erigí amb el lideratge de la facció rebel Birkebeiner. Sverre reclamava ser un fill il·legítim del rei Sigurd Munn i, per tant, germanastre de Cecilia. Subsegüentment Cecilia abandonà el seu marit i retornà a Noruega, probablement enduent-se amb ella el jove Håkon. Després que Sverre guanyés el tron de Noruega, Cecilia rebé l'anul·lació del seu matrimoni amb Folkvid, reclamant que havia estat forçada a casar-s'hi en contra de la seva voluntat.

## Carrera
Håkon és esmentat per primer cop el 1193 com un dels homes prominents del Birkebeiner lluitant per al Rei Sverre contra l'alçament de les illes Øyskjegger. L'Øyskjegger havia conspirat amb Harald Maddadsson, Comte d'Orkney, reunint la majoria dels seus homes a les Òrcades i les Shetland, d'aquí el nom del grup. La primavera de 1194 el rei Sverre va navegar cap al sud per a enfrontar-se a l'Øyskjegger. Les dues flotes col·lidiren el 3 d'abril a la Batalla de Florvåg (Slaget ved Florvåg) sobre Askøy, una illa just al nord just de Bergen. L'experiència de batalla dels veterans Birkebeiner fou decisiva a l'hora d'aconseguir una derrota dels Øyskjegger.
El gener del 1204 quan el rei Håkon III morí, Håkon el Boig fou posat al front de l'exèrcit, rebent el títol de jarl (comte) i nomenat administrador del regne durant la minoria del nen Guttorm Sigurdsson. El dia després Guttorm esdevenia rei, Håkon fou ascendit a comte i líder de l'exèrcit Birkebeiner. Håkon esdevenia el dirigent real del Birkebeiner, quan el rei Guttorm tenia només 4 anys. Quan Guttorm morí sobtadament l'agost del mateix any, Håkon era el candidat favorit entre els caps militars del Birkebeiner, els lendmenn, per esdevenir el rei pròxim. Tanmateix, al thing dut a terme a Nidaros per a elegir el nou rei, la seva candidatura fou rebutjada per l'arquebisbat de Nidaros i els pagesos del Trøndelag. Segons les sagues Bagler sagues, s'argüiren els orígens suecs de Håkon en contra seu. Al final esdevenia rei Inge Bårdsson el germanastre de Håkon. Håkon es mantingué com a comte i líder de l'exèrcit, i rebé la meitat dels ingressos reials.
Entre 1204 i 1208, Inge i Håkon combateren l'ascens dels Bagler, encapçalats pels pretendents Erling Steinvegg i Filippus Simonsson, la guerra acabà amb l'acord de Kvitsøy. Segons aquest acord Inge i Håkon reconegueren el domini Bagler sobre les parts orientals de Noruega amb Filippus governant com a comte, sota el senyoriu nominal de rei Inge, mentre el Birkebeiner controlà la resta del país. Håkon governà la part occidental de Noruega, establint la seva cort a Bergen.
La relació entre Håkon i el seu germà Inge sembla que fou certament tensa. Quan quedà clar que Filippus es continuava intitulant rei, una ruptura dels acords de Kvitsøy, Håkon intentà rebre el mateix tractament, però Inge ho rebutjà. Els dos germans acordaren que aquell dels dos que sobrevisqués l'altre, heretaria les seves terres, mentre que un fill legítim de qualsevol dels dos germans heretaria aquests territoris a la seva mort. Knut Håkonsson, fill legítim de Håkon semblava estar en una bona posició per tal d'esdevenir el proper rei, ja que Inge només tenia un fill il·legítim. El 1214 el comte Håkon fou sospitós d'incitar la revolta entre els pagesos de Trøndelag contra Inge. El conflicte obert entre els dos germans mai es va acabar de resoldre. Håkon morí de causes naturals a Bergen poc després del Nadal de 1214. Inge prengué la seva part del regne.
El 1205 Håkon es casà amb la dama sueca Kristina Nilsdotter, neta materna d'Eric el Sant, i van tenir un fill Knut (c. 1208 - 1261). Després de la mort de Håkon, Kristina amb el seu fill Knut retornà a Västergötland (Suècia) casant-se amb el noble suec Eskil Magnusson. Håkon fou enterrat a l'antiga Catedral de Bergen derruïda el 1531. Un memorial avui marca el seu lloc, a la fortalesa de Bergenhus.